# Ateliér klasických malířských technik prof. Zdeňka Berana
Ateliér klasických malířských technik prof. Zdeňka Berana na Akademii výtvarných umění v Praze (1990-2012) se stal sám o sobě fenoménem díky úspěšné domácí i zahraniční kariéře většiny jeho absolventů. Hynek Martinec získal získal dva roky po absolutoriu roku 2007 ve Velké Británii cenu pro mladé umělce BP Portrait Award a o rok později ocenění The Royal Society of Portrait Painters. Po něm získali cenu BP Portrait Award další Beranovi žáci - Michal Ožibko (2010) a Jan Mikulka (2011). Zdeněk Beran je dokladem, že úspěšnost uměleckých škol závisí na věhlasu osobnosti umělce-pedagoga a jeho reálné schopnosti vyprovokovat tvořivou atmosféru.

## Historie ateliéru
Zdeněk Beran se stal profesorem Akademie výtvarných umění v Praze roku 1990. Zprvu krátce vedl kurs večerního kreslení a poté byl vyzván, aby založil Ateliér klasické malby, kde se učili technice malby i adepti restaurování. Ke studentům přistupoval individuálně a ponechal je, aby sami na počátku roku formulovali program, který vychází z druhu jejich talentu. Nepředpisoval jim témata, ale domlouval se s nimi, jakým způsobem by je žáci měli ztvárnit, jakou cestu zvolit a jaké metody použít. Bylo mu jedno, jestli mají smysl pro staromistrovskou, hyperrealistickou či gestickou malbu, ale kladl důraz na vnitřní kvalitu a přesvědčivost. Beran také vydal skripta o malířských technikách, kde se studenti mohou dozvědět například o podmalbě nebo lazurách. Jako odborný asistent působil v ateliéru Zdeňka Berana v letech 1992-2001 František Remeš a od roku 2001 Pavel Holas.
Absolventi malířské školy Zdeňka Berana jsou většinou řazeni k hyperrealistům. Mnozí strávili část studia i v ateliérech dalších pedagogů, ale shodují se na tom, že vliv Zdeňka Berana byl rozhodující. Přestože pro řadu Beranových studentů je charakteristická virtuózní technika malby, snahou pedagoga bylo podpořit jejich individuální schopnosti a tvořivé sebeuvědomění. Namísto technického problému - jak, se zde řešila spíše otázka co a proč, či zda vůbec. Výtvarné polohy profilované v Beranově ateliéru se pohybují od modernistické malířské orientace až po nová média a video.
V pojetí Beranovy školy se vrací do malby řemeslo a vizuální okázalost, příběh nebo dokonce krása. Foto- či hyper-realismus chápal Zdeněk Beran "jako médium malby ve službách zázraku zobrazení" Hyperrealismus mnozí teoretici kritizovali jako zbytečně pracný a řemeslný extremismus, který odporuje postmodernímu pojetí umění jako vývoje bez návratů. V domácím kontextu působí i negativní vnímání realismu, který byl zcela zdiskreditován svou pokleslou ideologickou náplní v době prosazování tzv. socialistického realismu v 50. letech 20. století. S nástupem konceptuálního umění 80. a 90. letech navíc mnozí předpovídali konec závěsného obrazu jako uměleckého díla a vyvolali tak reakci uměleckých skupin jako Stuckisté, kam patřili i někteří Beranovi žáci (Markéta Urbanová).
Pro diváka však magická přitažlivost klasické malby zůstává stále tím nejsilnějším argumentem. Beranovi se podařilo jeho vlastními obrazy i prostřednictvím děl jeho studentů rehabilitovat takzvanou krásnou malbu, jak dokládají četné výstavy, zastoupení ve sbírkách prestižních galerií i ocenění na zahraničních soutěžích.

## Absolventi
- 1988-1994 Mirek Vojáček[14]
- 1988-1994 Andrea Popprová Truhlíková[15]
- 1989-1994 Michal Fiala (Finito)[16]
- 1989-1996 Pavel Holý[17]
- 1990-1991 Martin Velíšek
- 1990-1997 Michaela Novotná Černická
- 1991-1992 Lubomíra Portelová Kmeťová
- 1991-1993 Jan Stoss[18]
- 1991-1994, 1997-1999 Blanka Valchářová[19]
- 1991-1995 Dagmar Junek Hamsíková[20]
- 1992-1993 Eliška Jakubíčková
- 1992-1996 Michal Vavrečka
- 1992-1996 Veronika Drahotová
- 1992-1998 Pavel Koch
- 1992-1998 Karel Balcar
- 1992-1997 Jindřich Hájek
- 1994-2000 Miloš Englberth
- 1995-2001 Pavel Holas
- 1995-2001 Daniel Pitín
- 1995-2002 Pavel Šůstek
- 1995-2002 Pavel Šich
- 1996- ? Dominika Kurková Čapková
- 1996- ? Claudio Poeta
- 1996-2001 Tomáš Kubík
- 1996-2001 Jitka Váchová
- 1996-2002 Michaela Bufková (Michelle Bufka)
- 1996-2002 Katja Herrie
- 1996-2003 Adolf Lachman
- 1996-2003 Jan Jiříček
- 1996-2003 Michal Burget
- 1997-2003 Zdeňka Řezáčová
- 1997-2003 Markéta Urbanová[21]
- 1997-2004 Jiří Grus
- 1998-2001 Luboš Chudoba
- 1998-2004 Adam Pokorný
- 1998-2005 Ladislav Vlna
- 1999-2001 Jan Mucska
- 1999-2003 Zdeněk Daněk[22]
- 1999-2005 Linda Ernýgrová
- 1999-2005 Hynek Martinec
- 2000-2006 Pavel Vašíček
- 2000-2006 Vojtěch Rada
- 2000-2006 Vladimír Véla
- 2000-2006 Jan Mikulka[23]
- 2001-2007 Jan Vidlička
- 2001-2008 Petr Vašíček
- 2002- ? Ariunzul Baldandorj
- 2002-2008 Jan Gemrot
- 2002-2008 Marek Slavík[24]
- 2003- ? Anna Plešmídová
- 2003-2005 Juraj Kollár
- 2003-2007 Dušan Mravec
- 2003-2008 Alexandra Jiříčková
- 2003-2009 Jan Uldrych[25]
- 2003-2009 Aleš Brázdil
- 2003-2009 Vsevolod Korovin
- 2004-2009 Miroslav Javůrek
- 2004-2010 Daniel Doktor
- 2005-2011 Petra Vichrová
- 2005-2011 Jan Petrov
- 2005-2011 Michal Ožibko[26]
- 2006-2012 Jiří Vávra
- 2006-2012 Blanka Nováková
- 2006-2012 Jiří Houska
- 2007-2008 Viktor Valášek
- 2007-2009 Jitka Nesnídalová
- 2007-2010 Zdeněk Trs[27]
- 2007-2011 Miroslav Mařenec[28]
- 2007-2013 Radoslav Bigoš
- 2008-2009 Veronika Molatová
- 2008-2010 Petr Gruber
- 2009-2012 Ondřej Vinš
- 2009-2012 Jiří Sieber
- 2009-2012 Natalia Akovantseva
- 2009-2014 Marek Kolář
- 2010-2012 Adam Jílek
- 2010-2012 Pavlína Janíková
- 2010-2012 Jakub Javora
- 2011-2012 Leoš Suchan

## Výstavy (výběr)
- 1994 Výstava studentů ateliéru prof. Z. Berana, Galerie U prstenu, Praha
- 1997 Výstava studentů ateliéru prof. Z. Berana, Kulturní středisko Přehořovka, Tábor
- 1998 Výstava studentů ateliéru prof. Z. Berana, Galerie U prstenu, Praha
- 1999 Výstava studentů ateliéru prof. Z. Berana, Galerie U prstenu, Praha
- 1999 Výstava studentů ateliéru prof. Z. Berana, Městské divadlo Kolín
- 1999 Z ateliéru prof. Z. Berana, Galerie Výpad, Olomouc
- 2001 Výstava studentů ateliéru prof. Z. Berana, Galerie Sýpka, Vlkov
- 2001 Malířská škola prof. Z. Berana, Wortnerův dům AJG, České Budějovice
- 2008 Defenestrace, Výstava absolventů a studentů AVU malířského ateliéru prof. Zdeňka Berana, Novoměstská radnice v Praze
- 2012 Ateliér klasické malby AVU, Muzeum středního Pootaví Strakonice
- 2016 Český (hyper)realismus: Prof. Zdeněk Beran a jeho žáci, Soukromá sbírka Pavla Feigla, Galerie kritiků Praha
- 2017 Fascinace skutečností – hyperrealismus v české malbě, Museum umění Olomouc

## Galerie absolventů Beranova ateliéru

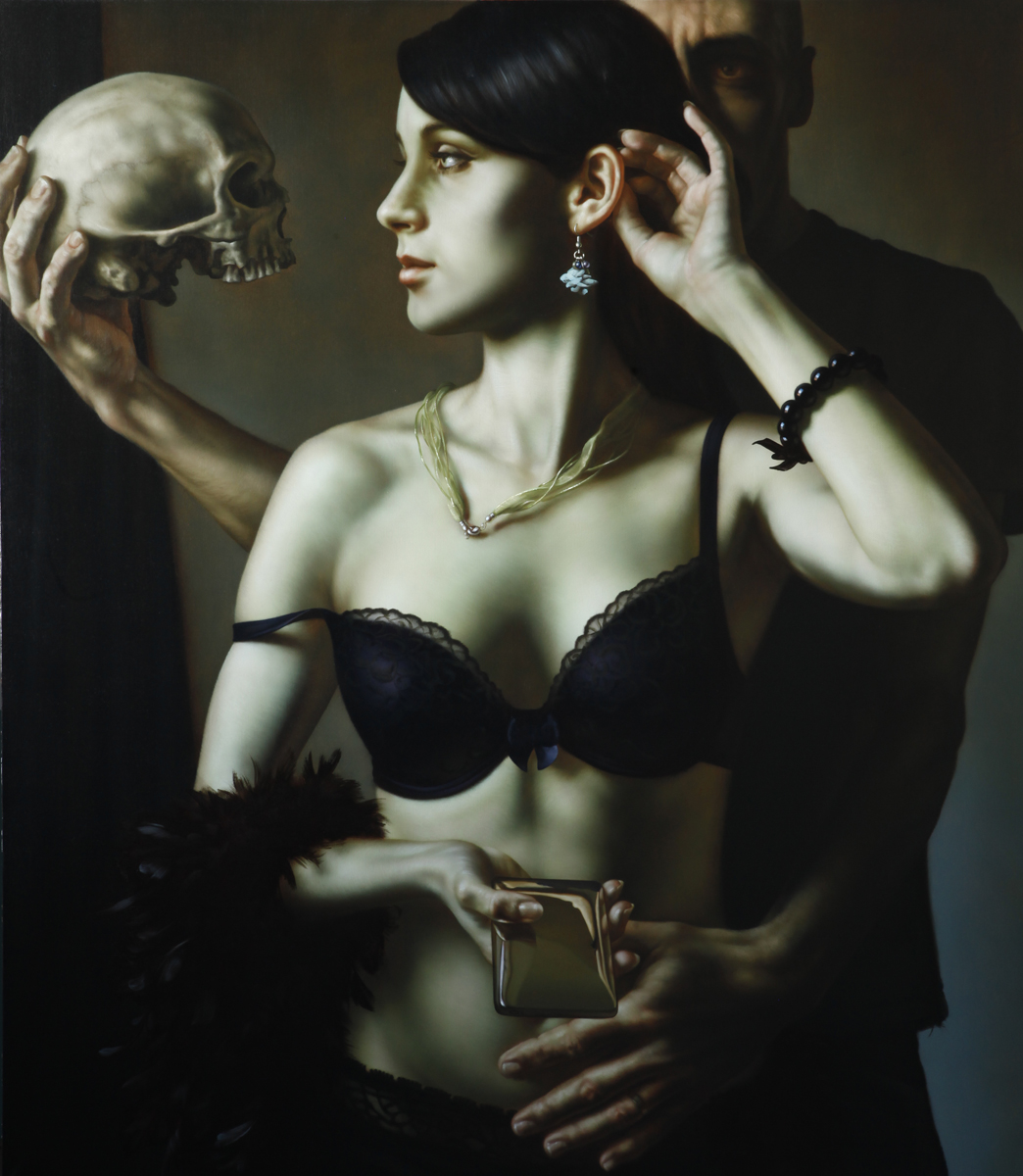
Karel Balcar, Send Me to the Future, 2014
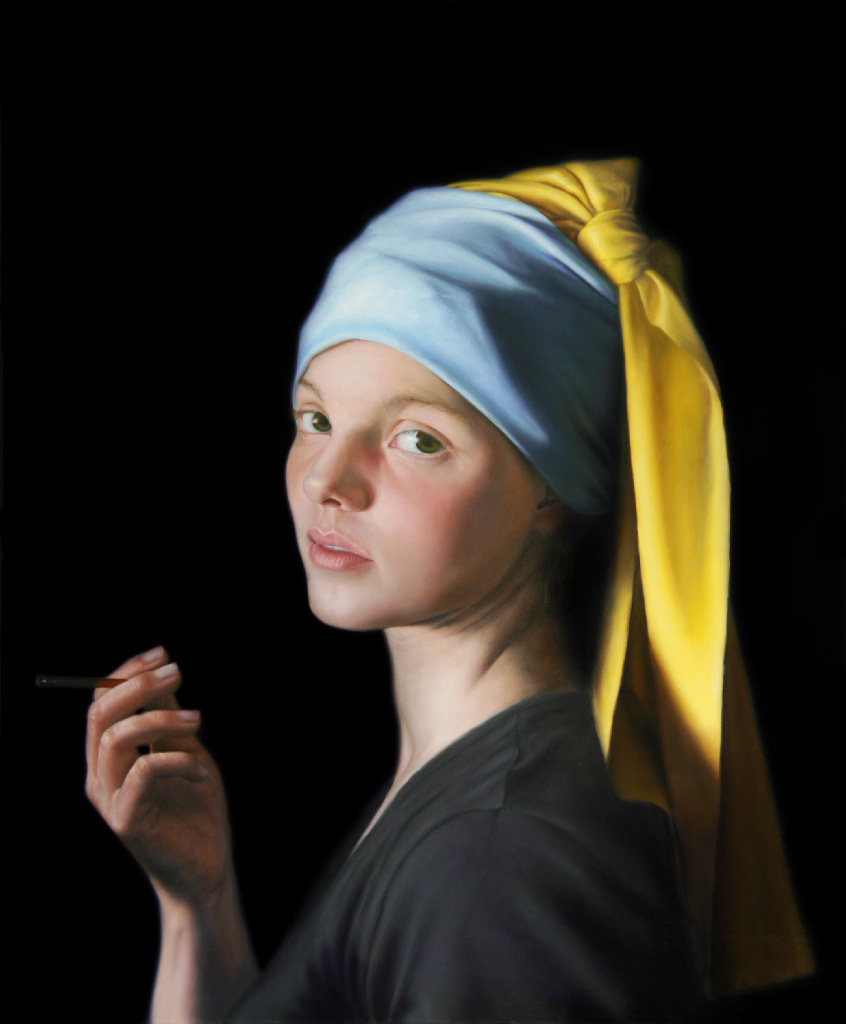
Michal Ožibko, Girl with… (portrét Frederike Höppner), 2007
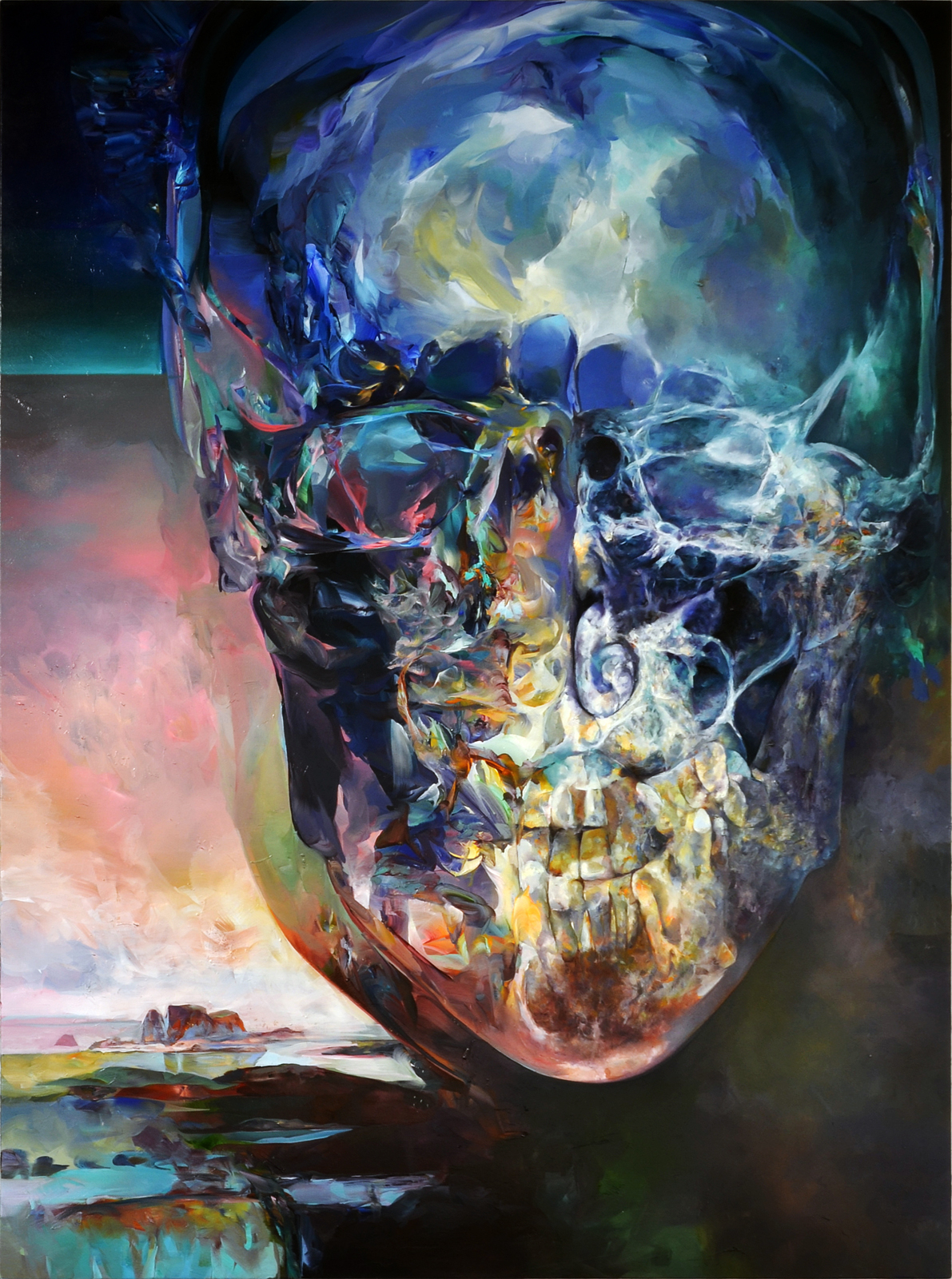
Pavel Vašíček, Vědomí, 2017
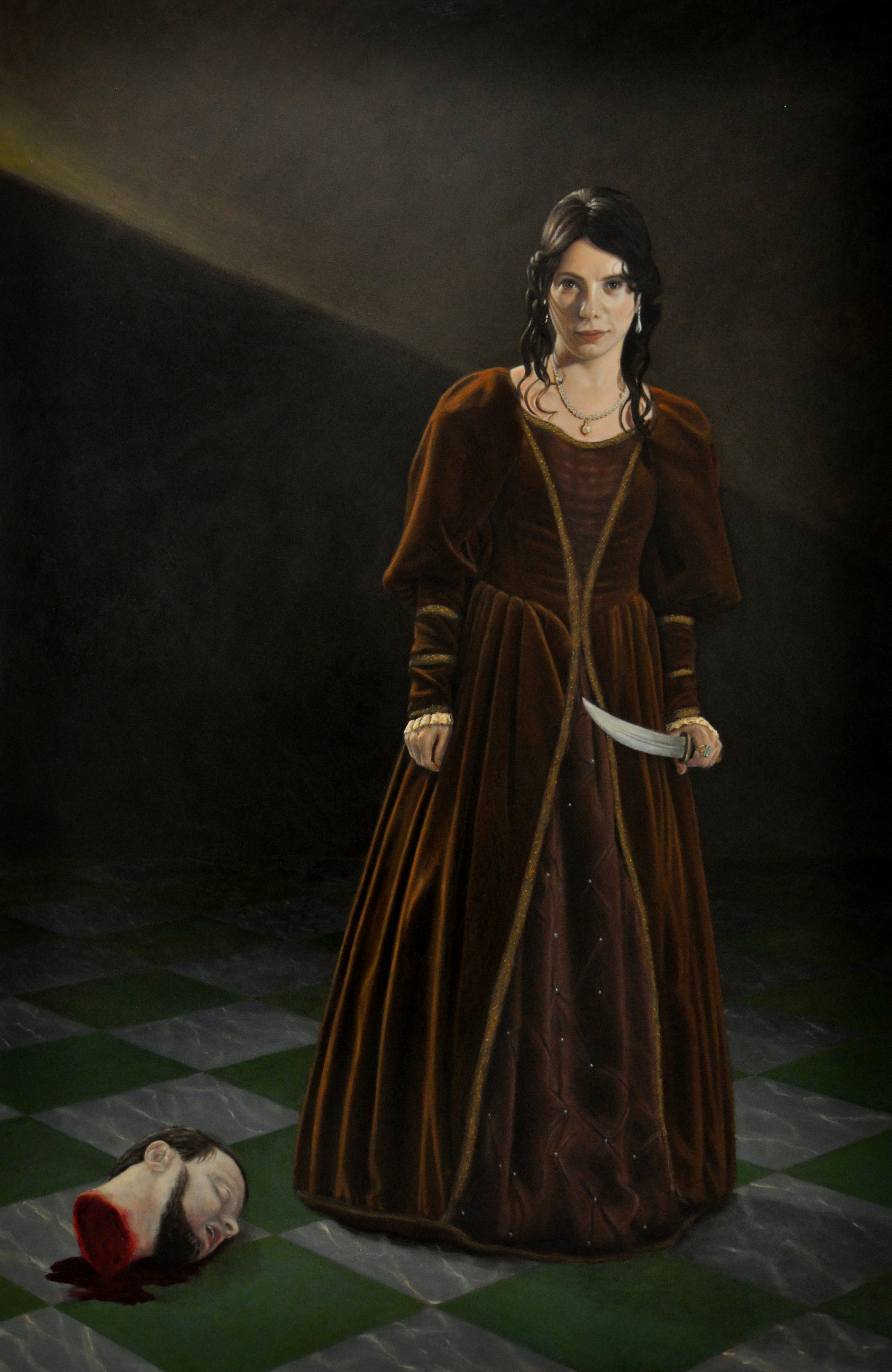
Miroslav Mařenec, Judita, 2013
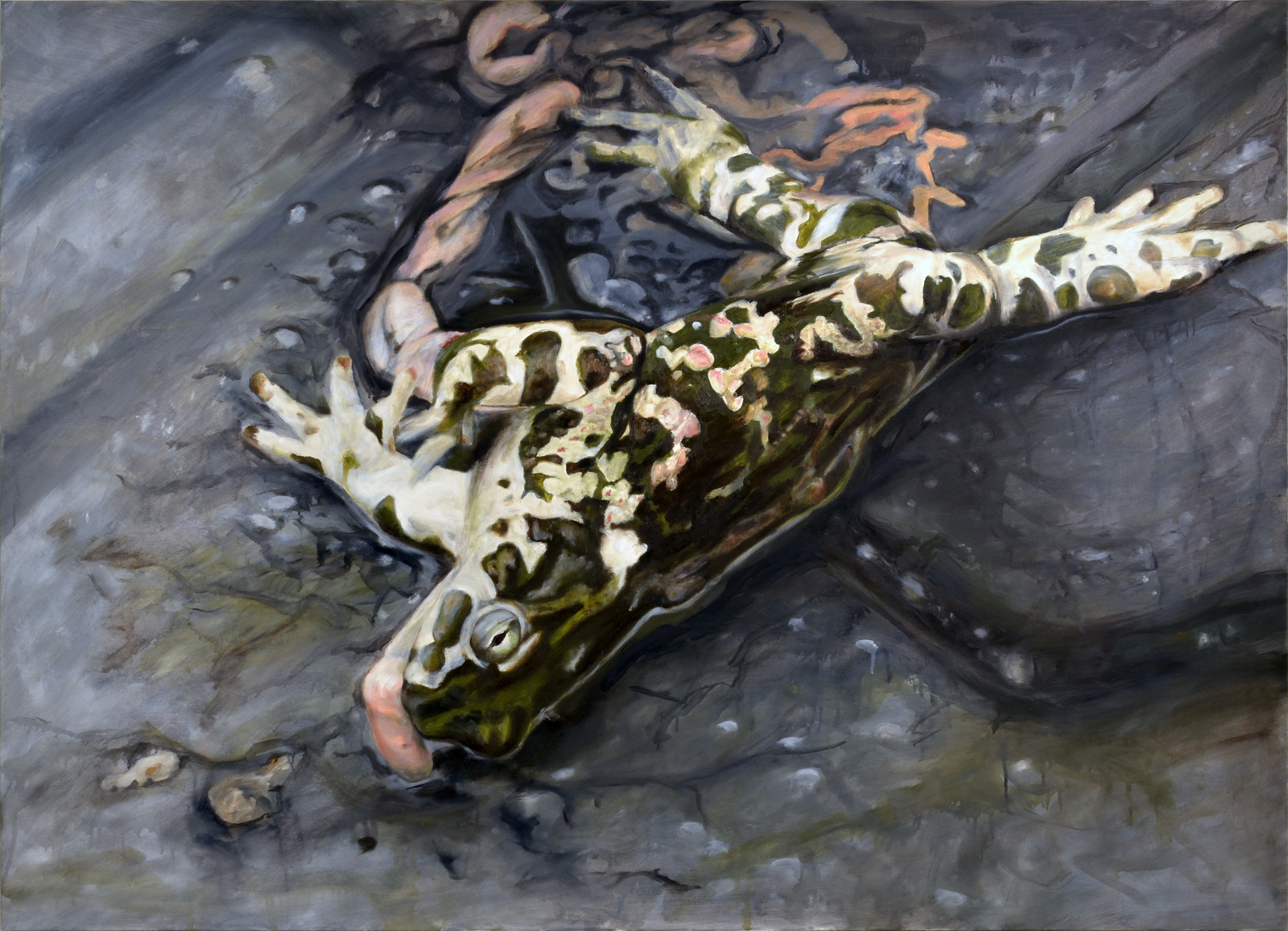
Martin Velíšek, 12.,10.2016, 7;35 (žába), 2017
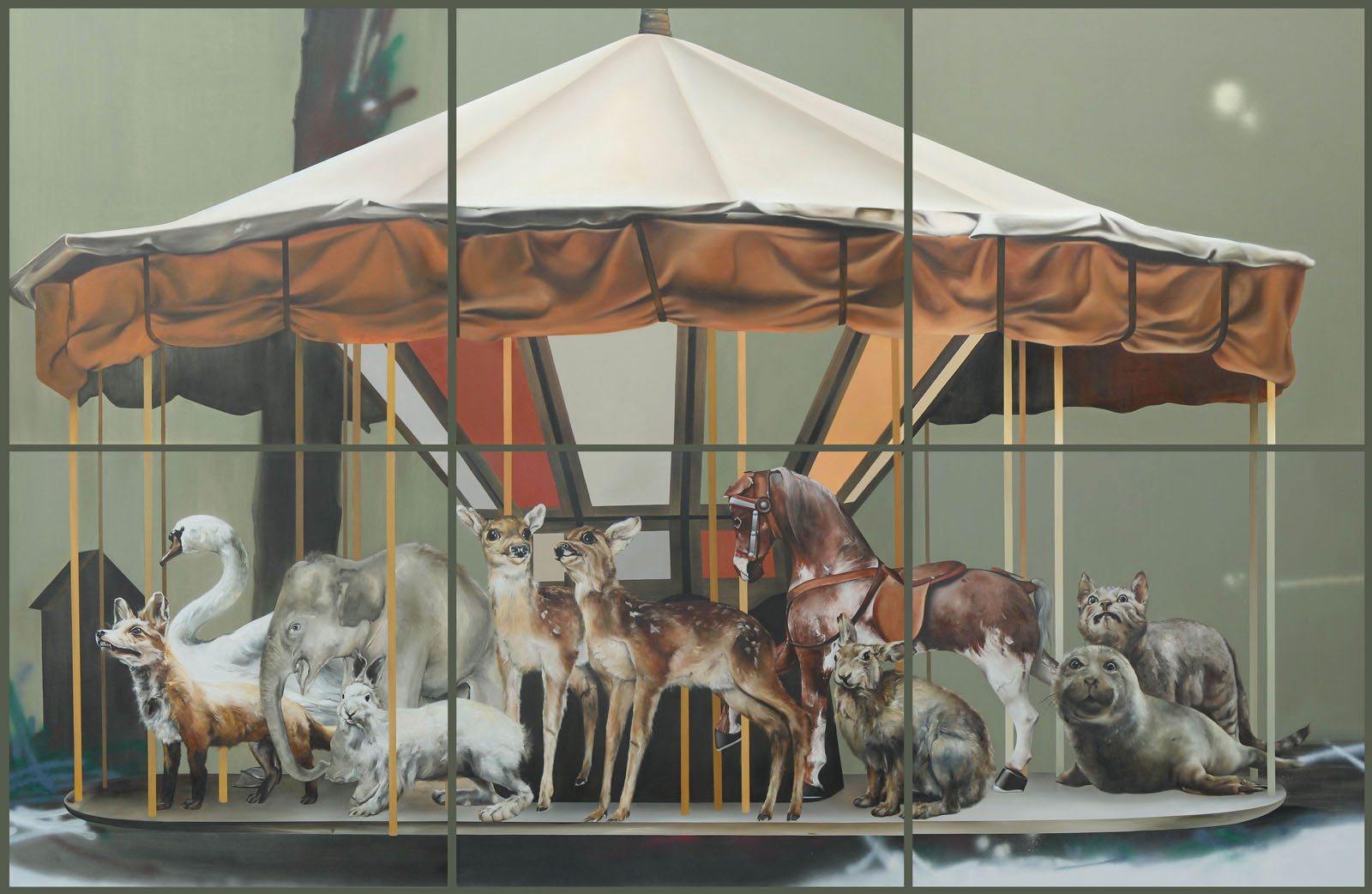
Blanka Nováková, Soukromá atrakce, 2012
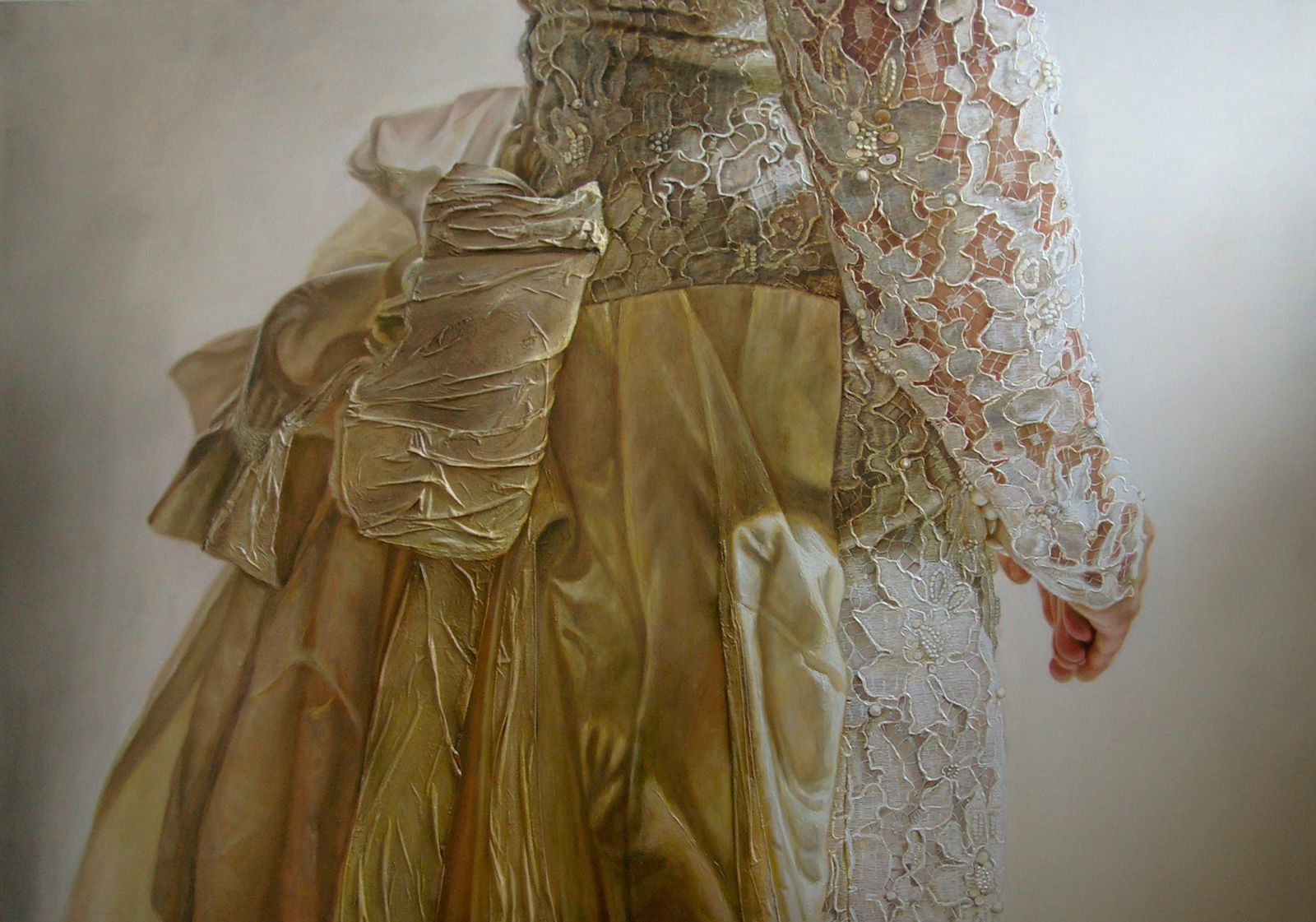
Blanka Valchářová, Ester, 2014
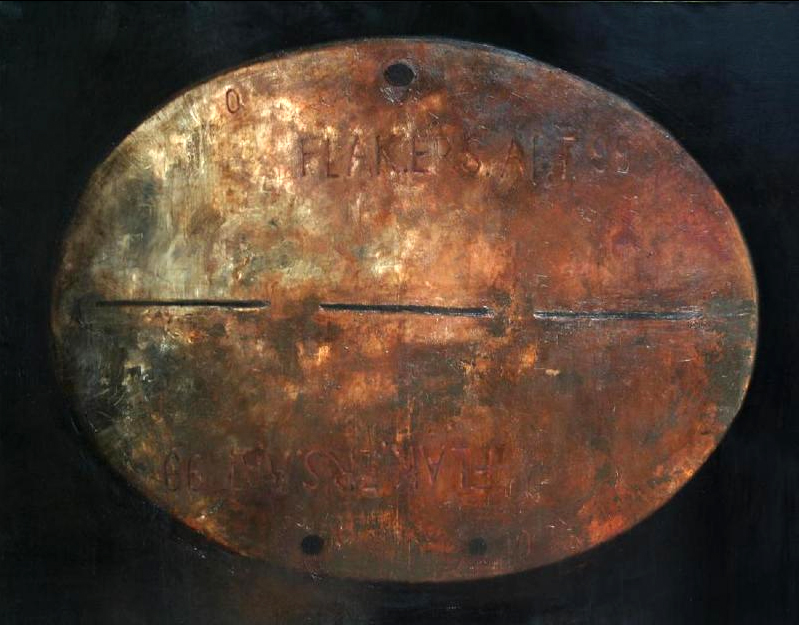
Miroslav Javůrek, ID-tag, 2015
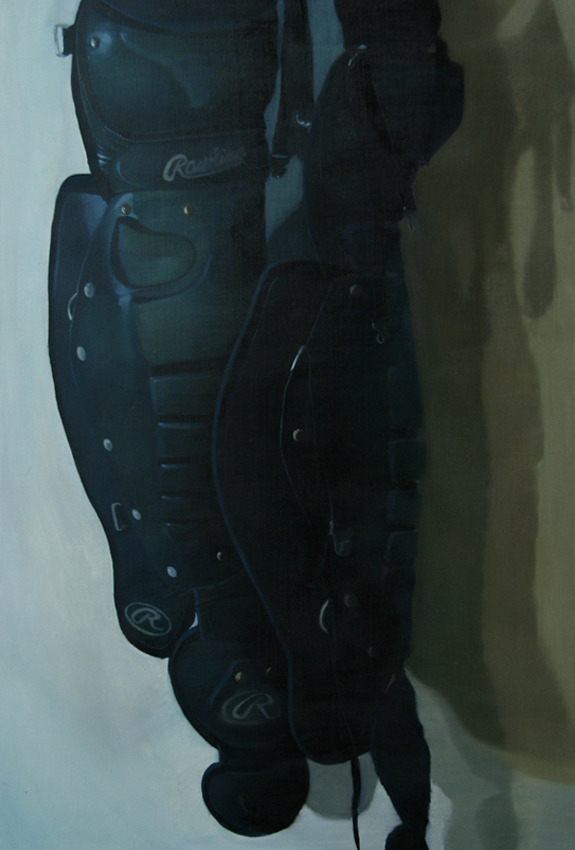
Adam Jílek, Baseballové chrániče, 2010
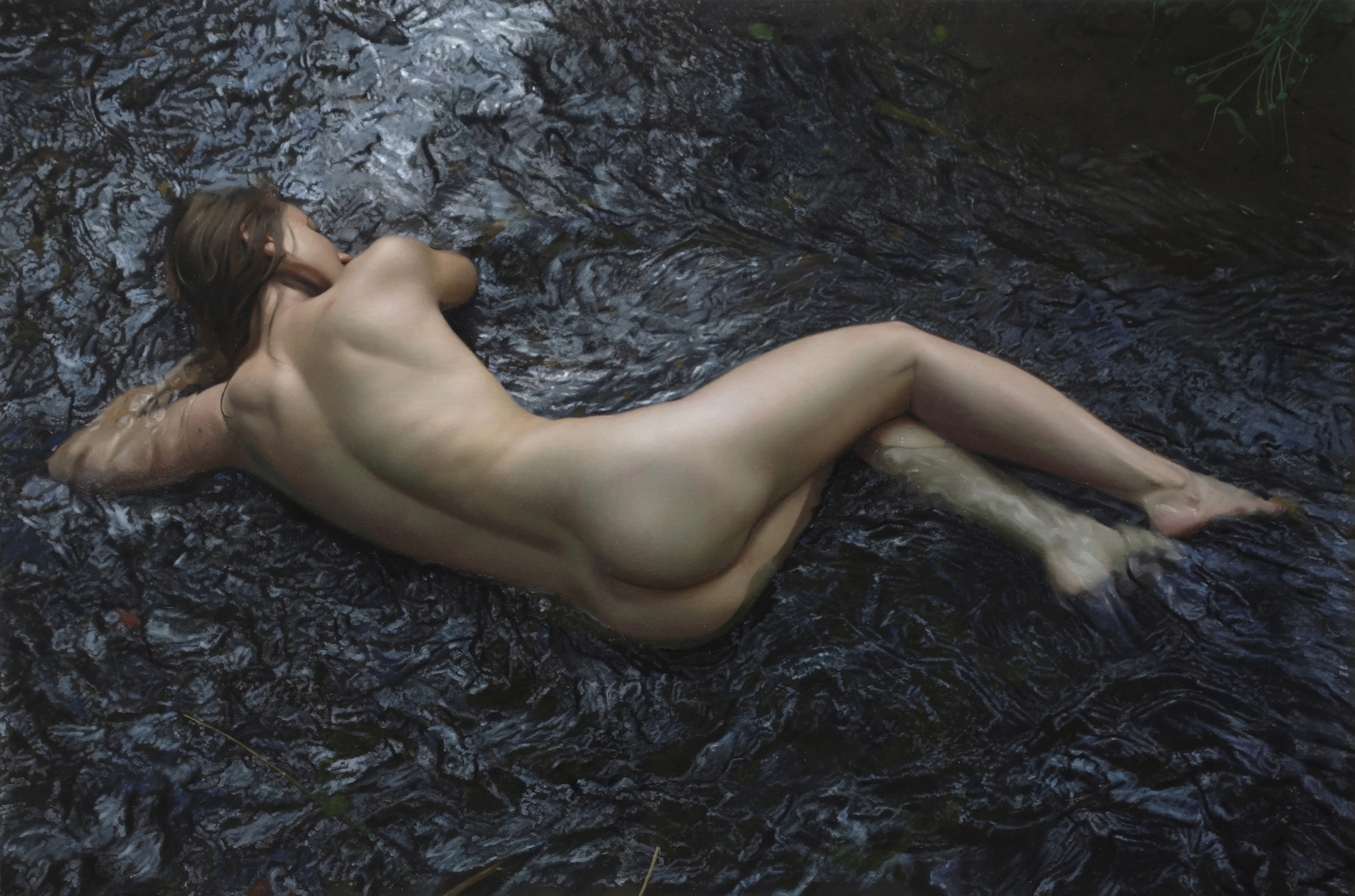
Jan Mikulka, Akt v potoce, 2016
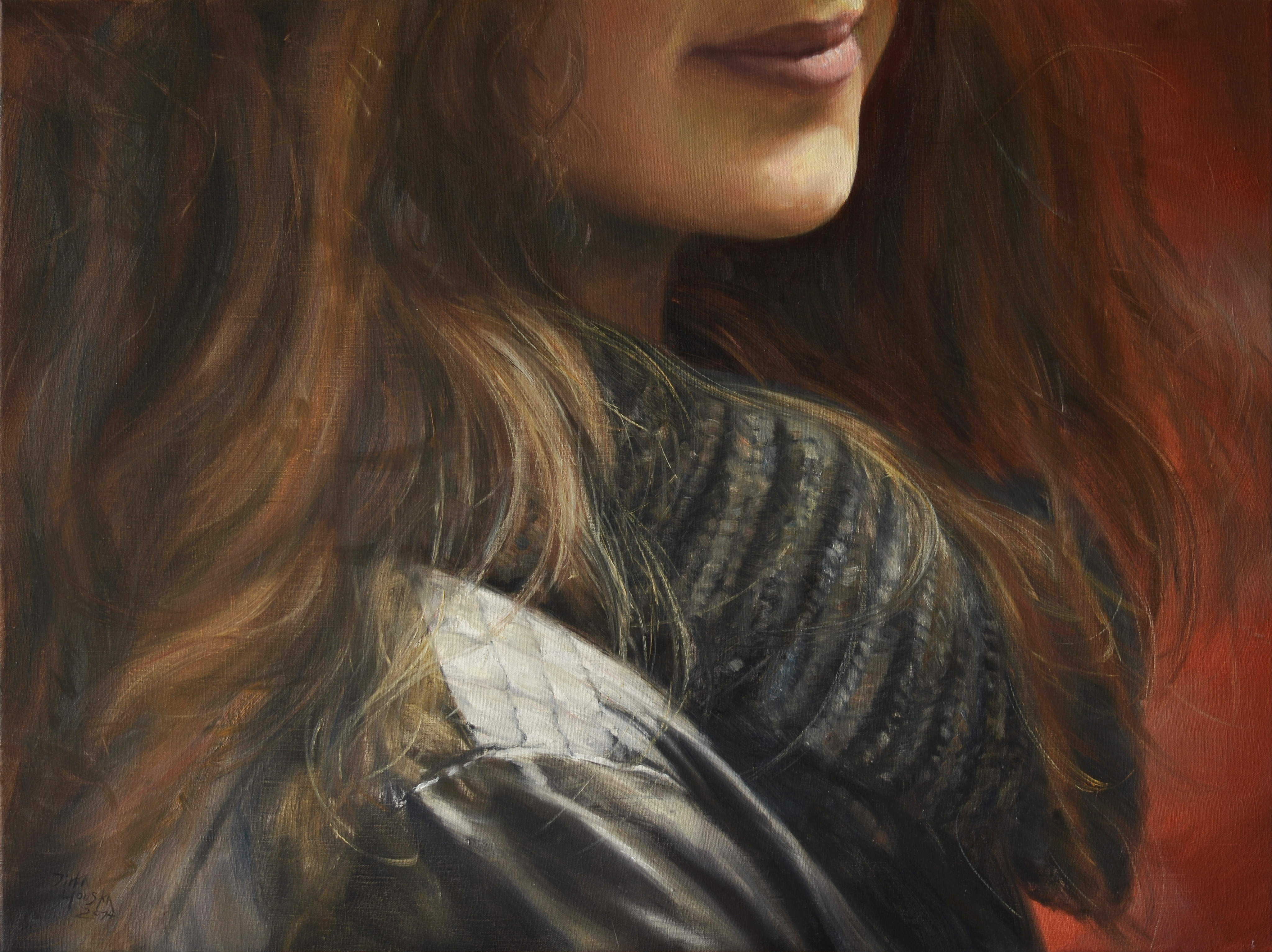
Jirka Houska, Poloportrét s červeným pozadím, 75x100 cm, olej na plátně
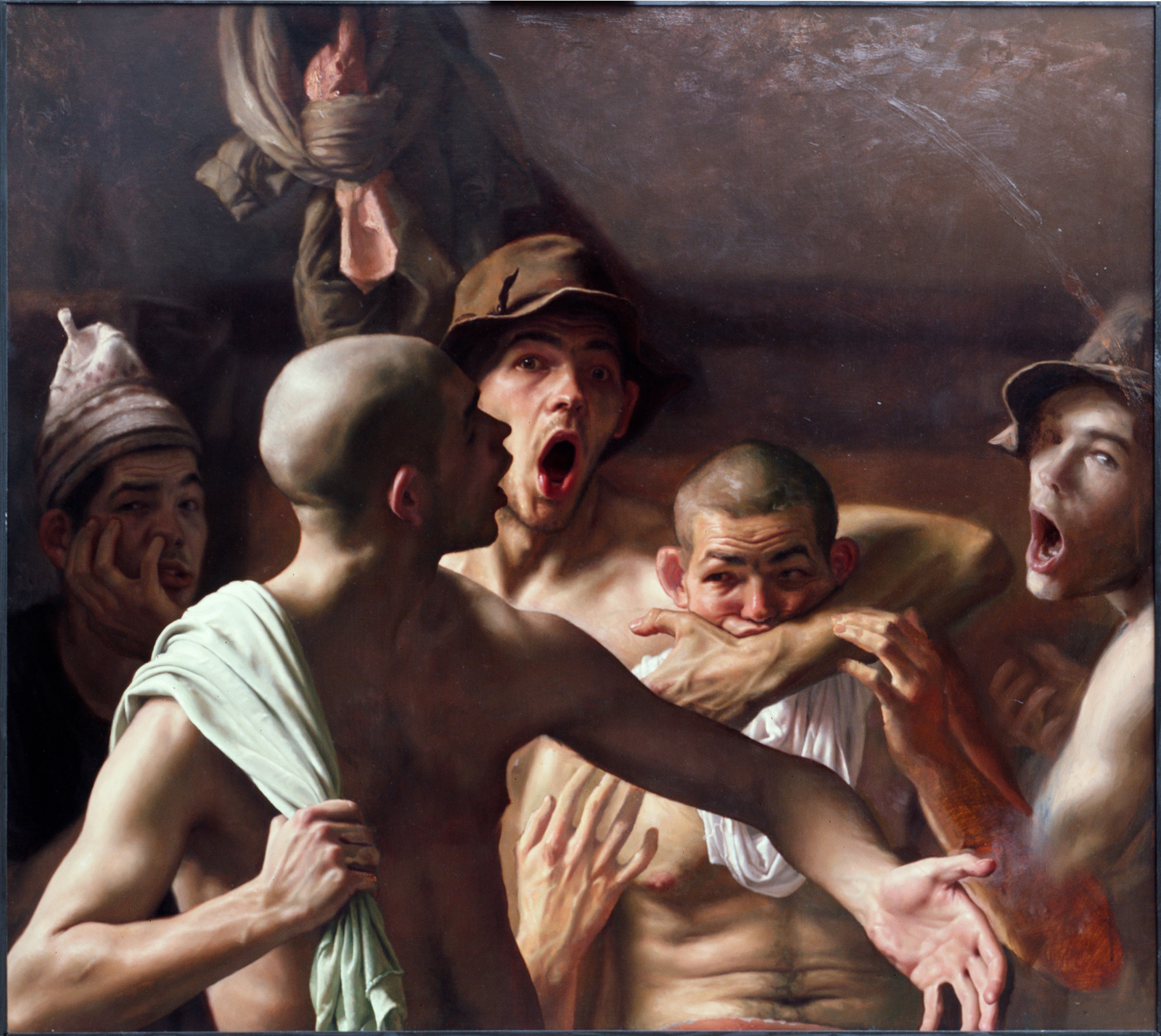
Tomáš Kubík, Klon, 1998 – 99, olejomalba na desce, 100x130 cm